# Torsion av Morgagnis hydatid
Torsion av Morgagnis hydatid (eller appendix testis) innebär att den embryonala resten (Morgagnis hydatid) mellan testikeln och bitestikeln har vridit sig runt sig själv. Torsion av Morgagnis hydatid drabbar oftast barn och ungdomar.

## Symptom
Det främsta symptomet är smärta från pungen, särskilt vid rörelser och då något kommer åt pungen. Ofta kan smärtan lokaliseras till den ena testikeln. Små barn kan dock ha svårt att lokalisera smärtan och kan istället klaga över magont. Smärtan är oftast mildare än vid testistorsion, men eftersom de flesta inte har haft testistorsion är det inget som den som drabbas av smärtor i pungen kan jämföra med. Det är därför viktigt att söka läkare vid alla smärtor i pungen, för att utesluta testistorsion som kräver akut kirurgisk behandling.

## Diagnostik
Vid undersökning finner man vanligen lätt till måttlig ömhet i den ena testikeln. Ibland kan man få fram att smärtan är störst i testikelns övre pol och ibland kan man känna och genom den tunna huden i pungen se en mörk, hård, kraftigt ömmande knuta vid testikelns övre pol (blue dot sign). Vanligen gör man en ultraljudsundersökning för att verifiera diagnosen, men om anamnesen och den kliniska undersökningen är helt typisk är det inte nödvändigt. Om symptomen och undersökningsfynden mer liknar dem vid testistorsion eller vid tveksamhet görs operation såsom vid testistorsion. Operation kan också behöva företas, om det inte är möjligt att genomföra en ultraljudsundersökning inom rimlig tid eller om ultraljudsundersökningen inte ger starkt stöd för torsion av Morgagnis hydatid eller annan differentialdiagnos. Man kan inte med säkerhet utesluta testistorsion med ultraljudsundersökning.  
De viktigaste alternativa diagnoserna till torsion av Morgagnis hydatid, som också ger smärtor i pungen, är testistorsion, bitestikelinflammation (epididymit), blödning/svullnad i pungen på grund av trauma, idiopatiskt skrotalödem, testikelinflammation och inklämt ljumskbråck.

## Behandling
Behandlingen är vanligtvis konservativ. Den vridna hydatiden dör och sugs upp av kroppen på någon veckas tid. Man brukar rekommendera smärtlindrande och antiinflammatoriska läkemedel (för att reducera smärtan), åtsittande underkläder (om testikeln lyfts upp, hålls fast och inte får dingla fritt gör det mindre ont) och att undvika idrottsaktiviteter (häftiga och kraftiga rörelser som påverkar pungen kan öka smärtan). Vid långvariga besvär av kvarstående smärtor kan man operera och avlägsna resten av hydatiden för att smärtan ska gå över fortare. Om operation sker på misstanke om testistorsion och man finner en torkverad Morgagnis hydatid, avlägsnas denna vid operationen.